# Аранович, Семён Давидович
Семён Дави́дович Арано́вич (23 июля 1934, Деражня, Хмельницкая область — 8 сентября 1996, Гамбург) — советский и российский кинорежиссёр, сценарист, продюсер, народный артист России (1994), лауреат Государственной премии СССР (1986), лауреат премии «Ника» (1988), лауреат премии «Серебряный медведь» за выдающиеся достижения в области киноискусства на Берлинском кинофестивале (1994).

## Биография
Родился 23 июля 1934 года в Деражне (ныне Хмельницкая область, Украина) в еврейской семье. В 1955 году окончил Военно-морское минно-торпедное авиационное училище имени С. А. Леваневского в Николаеве. Служил штурманом транспортной авиации ВВС Северного флота в Заполярье. Авиакатастрофа заставила Арановича радикально изменить род занятий: по состоянию здоровья он был вынужден оставить военную службу, после чего поступил на режиссёрский факультет ВГИКа (мастерская Романа Кармена), который окончил 1965 году.
В 1964—1970 годах работал на ЛСДФ и киностудии «Леннаучфильм». В 1965 снял свою первую работу «Время, которое всегда с нами».
10 марта 1966 года в Ленинграде принимал участие в несанкционированных съёмках отпевания и похорон поэтессы Анны Ахматовой совместно с операторами Виктором Петровым, Анатолием Шафраном и другими. В 1989 году отснятые материалы были использованы им в документальном фильме «Личное дело Анны Ахматовой».
С 1971 года работал в жанре игрового художественного кино на киностудии «Ленфильм», поставив первый фильм «Красный дипломат». Впоследствии во многих своих картинах он мастерски использовал вставку документальных кадров в игровые фильмы и съёмку под «документальное» кино. Большой творческой удачей режиссёра стала картина «Торпедоносцы» (1983). Несмотря на то, что в создании картины принял участие опальный Алексей Герман, ленту с минимальной цензурной правкой удалось донести до экранов. А в 1985 году на телеэкраны СССР вышел его пятисерийный художественный фильм «Противостояние», поставленный по роману Юлиана Семёнова.
 В том же году принял художественное руководство над полнометражным дебютом К. Лопушанского, которому в результате затяжного конфликта с дирекцией «Ленфильма» грозило закрытие:

<…> Семён Давыдович преподнёс мне урок монтажа высокого класса. Он, вроде, и поправлял-то немного, главным образом переставляя куски материала и сокращая его, но в результате складывалась фабула (то, чего жаждало начальство) и не искажался смысл. Он обладал поразительным качеством: умел понять чужой замысел и отнестись к чужому (и не близкому ему по духу) материалу с уважительной бережностью.
— Константин Лопушанский, «Урок этики» 1998
В конце 1980-х годов он опять вернулся к жанру документального кино, его особенно интересовала роль личности в истории и искусстве, опыт документального исследования биографии знаменитых людей.

<…> что Аранович принёс с собой в документальное кино? То, что поначалу было его личным ноу-хау и лишь потом стало достоянием мировой документалистики. Выдающиеся мастера, классики мировой документалистики на фестивалях хватались за голову, не понимая, как это сделано. Аранович, снимая свои знаменитые кинопортреты — Максима Горького, Ахматовой, Шостаковича, лётчика Гарнаева, — на основе архивных документов воссоздавал личность своего героя, проживал его жизнь, проходил его путь, как по нити Ариадны.
— Ирина Павлова, «Санкт-Петербургские ведомости» № 137 от 29.07.2019
С 1991 года Аранович — художественный руководитель ТО «Кинодокумент». С 1992 года руководил мастерской режиссуры художественного и документального кино. Возглавлял кафедру киноискусства факультета экранных искусств Санкт-Петербургского университета кино и телевидения.
Член Союза кинематографистов СССР (Ленинградское отделение), в 1992—1995 годах — председатель правления Союза кинематографистов Санкт-Петербурга. Народный артист России (1994).
Скончался 8 сентября 1996 года после тяжёлой болезни в Гамбурге, не успев закончить свой последний фильм «Agnus Dei». Похоронен на еврейском кладбище Гамбурга.

### Семья
Жена — Тамара Аранович; дочь — Полина.

## Фильмография

### Документальные
- 1965 — Время, которое всегда с нами[14]
- 1965 — Последний пароход[15]
- 1965 — Сегодня — премьера
- 1966 — Дагестанская баллада
- 1966 — Друг Горького — Андреева
- 1967 — Максим Горький. Последние годы[16]
- 1968 — Сорок шагов[17]
- 1969 — Люди земли и неба[18]
- 1969 — Поделись своей песней
- 1970 — Встречи с Горьким (Горький. Последние годы)[19]
- 1970 — Тысяча сто ночей
- 1975 — Монолог художника
- 1977 — Павловск
- 1979 — Встреча на острове
- 1981 — Дмитрий Шостакович. Альтовая соната (совместно с А. Сокуровым)[20][комм. 1]
- 1989 — Личное дело Анны Ахматовой
- 1987 — Дмитрий Шостакович. Альтовая соната
- 1989 — Эдуард Фальц-Фейн. Русские монологи
- 1989 — Я служил в охране Сталина, или Опыт документальной мифологии
- 1990 — Я служил в аппарате Сталина, или Песни олигархов
- 1991 — Большой концерт народов, или Дыхание Чейн-Стокса
- 1993 — Острова

### Художественные
- 1971 — Красный дипломат
- 1973 — Сломанная подкова
- 1976 — …И другие официальные лица
- 1978 — Летняя поездка к морю
- 1980 — Рафферти
- 1983 — Торпедоносцы
- 1985 — Противостояние
- 1988 — Большая игра
- 1994 — Год собаки
- 1995 — Agnus Dei (не завершён)

## Награды
- 1966 — вторая премия II ВКФ в Киеве по разряду документалистики — за фильм «Сегодня — премьера» (1965)[2]
- 1967 — премия МКФ в Лейпциге за фильм «Друг Горького — Андреева» (1966)[5]
- 1968 — премия МКФ в Лейпциге за фильм «Максим Горький. Последние годы» (1967)[5]
- 1970 — премия МКФ в Лейпциге и Вкф за фильм «Люди земли и неба» (1969)[5]
- 1984 — приз XVII ВКФ в Киеве за лучший фильм военно-патриотической тематики — «Торпедоносцы» (1983)[22]
- 1984 — серебряная медаль имени А. Довженко за фильм «Торпедоносцы» (1983)[5]
- 1986 — Государственная премия СССР — фильм «Торпедоносцы»[22]
- 1988 — Заслуженный деятель искусств РСФСР
- 1988 — Национальная кинематографическая премия «Ника» в категории лучший научно-популярный фильм за фильм «Максим Горький. Последние годы» (Леннаучфильм)[23]
- 1989 — специальный приз жюри МКФ документального кино в Нионе — за фильм «Личное дело Анны Ахматовой»[12]
- 1992 — Приз «Золотые ворота» за фильм «Личное дело Анны Ахматовой» (1989) (Международный кинофестиваль в Сан-Франциско)
- 1994 — Народный артист Российской Федерации
- 1994 — премия «Серебряный медведь» за выдающиеся достижения в области киноискусства 44-го Международного кинофестиваля в Берлине — фильм «Год Собаки»

## Комментарии
1. ↑  В 1981 году фильм вышел в цензурированной, сокращённой до 6 частей версии под названием «Дмитрий Шостакович»; показ полной авторской версии состоялся уже во время перестройки[21].